# Troy, Michigan
Troy je grad u američkoj saveznoj državi Michigan, u Okrugu Oakland, predgrađe Detroita

## Zemljopis
Grad je smješten u jugozapadnome dijelu okruga Oakland, prostire se na 87,1 km² od čega je 86,9 km² kopneno područje, dok vodenih površina ima 0,3 km², što je 0,30% od ukupne površine.

## Demografija
Troy je 12. grad po broju stanovnika u Michiganu i drugi najveći u okrugu Oakland.
Po popisu stanovništva iz 2000. godine u grad je živjelo 80.959 stanovnika 	
u 30.018 kućanstva s 21.883 obitelji s prebivalištem u gradu, dok je prosječna gustoća naseljenosti 932,0 stan./km2.
Prema rasnoj podjeli u naselju živi najviše bijelaca 82,30%, 13,25 Azijata što je najviši postotak u cijeloj saveznoj državi,  2,09 afroamerikanaca i ostali.

## Poznate osobe
- Ivana Miličević, televizijska i filmska glumica
- Tomo Miličević, gitarist, 30 Seconds to Mars

## Vanjske poveznice
- Službena stranica grada